# Abel Cathrines Gade
Abel Cathrines Gade er en gade på Vesterbro i København, der går fra Viktoriagade til Halmtorvet. Gaden blev navngivet i 1886 efter Abel Cathrines Stiftelse, der flyttede ind i en ny ejendom i nr. 13 det år. De flyttede til Gammel Kloster på Østerbro i 1949. Bygningen, der er opført efter tegninger af H.B. Storck, blev fredet i 1990. I dag holder Mødrehjælpen i København til her.
Gaden som sådan skiller sig lidt ud ved at gå på skrå gennem et kvarter, hvor de fleste andre gader ligger mere eller mindre vinkelret på hinanden. Det skyldes at den er anlagt langs med en tidligere fortifikation, der blev sløjfet sammen med Københavns volde i 1856.
Bortset fra den gamle stiftelse består bebyggelsen hovedsageligt af traditionelle etageejendomme med flere fælles gårdanlæg bagved. Abel Cathrines Gade 7-11 blev opført i 1888 efter tegninger af Ferdinand Vilhelm Jensen. Den gennemgik en byfornyelse i 1994, hvor ejendommen blev totalt istandsat og et baghus revet ned. Abel Cathrines Gade 8-10, 12 og 14-16 blev alle opført i 1886-1887 efter tegninger af Rogert Møller. Den trefløjede ejendom Abel Cathrines Hus i Abel Cathrines Gade 18 / Istedgade 19 / Lille Istedgade 1 blev opført i 1906 efter tegninger af Aage Langeland-Mathiesen. Hjørneejendommen Abel Cathrines Gade 27 / Istedgade 24 blev opført i 1886 og omdannet til andelsboligforeningen A/B Abel Cathrine i 1976.
Ejendommen Abel Cathrines Gade 24-28 / Halmtorvet 12-18 / Lille Istedgade 7-9 blev opført i 1897-1898 i renæssance-inspireret stil efter tegninger af Emil Blichfeldt. Indtil slutningen af 1980'erne holdt Hotel Carlton til her, hvorefter ejendommen blev overtaget af Københavns Kommune og omdannet til boliger. 